# Bokenäs naturreservat
Bokenäs naturreservat är ett naturreservat i Halltorps socken i Kalmar kommun i Småland (Kalmar län).
Bokenäs förklarades 1921 som fridlyst naturminnesmärke, och i och med naturvårdslagens tillkomst 1964 övergick området till naturreservat. Reservatet ligger strax öster om Värnanäs gård, cirka 4 km öster om Halltorp.

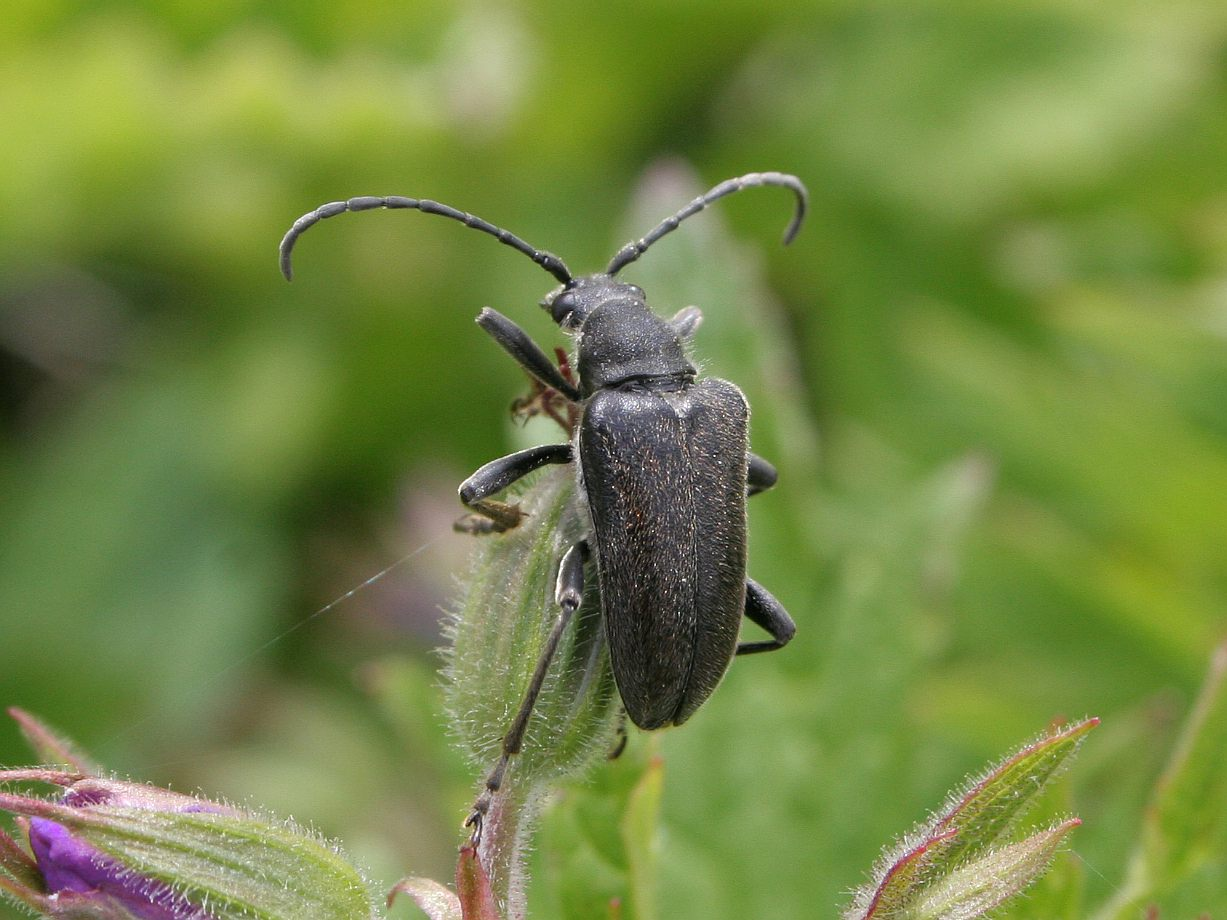
Bokblombock finns i området

Området består till stor del av bokskog, och vissa av bokarna där är uppskattningsvis 120 år gamla, även om det vanliga i reservatet är 70-100 år gamla.  Värnanäs gods har som bruksmiljö en lång historia som sträcker sig tillbaka till 1600-talet. Det var här som Sveriges första så kallade ”såpebruk”, Wärnaby bruk, anlades på 1600-talets senare hälft. Brukets främsta uppgift var att förse Stockholm med såpa. Enligt en karta från 1656 bestod godset av olika typer av beteshagar. Det område som idag är naturreservat beskrevs då som trädklädd betesmark.